# Tiro con l'arco ai I Giochi panamericani giovanili
Le competizioni di tiro con l'arco ai I Giochi panamericani giovanili si sono svolte dal 25 al 28 novembre a Palmira, in Colombia

## Podi

### Ragazzi
| Evento            | Oro                              | Argento                               | Bronzo                                           |
| Ricurvo           | Trenton Cowles                   | Jesús Flores                          | Adrian Muñoz                                     |
| Compound          | Sebastian Garcia                 | Cole Frederick                        | Pablo Gomez Zuluaga                              |
| Ricurvo a squadre | Messico Jesús Flores Carlos Vaca | Stati Uniti Trenton Cowles Oh Joonsuh | Porto Rico Carlos Jaynsquel Acevedo Adrian Muñoz |

### Ragazze
| Evento            | Oro                                     | Argento                                    | Bronzo                                         |
| Ricurvo           | Valentina Vázquez                       | Allyx Zuluaga                              | Casey Kaufhold                                 |
| Compound          | Dafne Quintero                          | Maria Valentina Suárez                     | Paola Corado                                   |
| Ricurvo a squadre | Messico Akshara Licea Valentina Vázquez | Stati Uniti Casey Kaufhold Gabrielle Sasai | Brasile Ana Luiza Caetano Ana Carolina Popperl |

### Misto
| Evento   | Oro                                       | Argento                                             | Bronzo                                  |
| Ricurvo  | Stati Uniti Casey Kaufhold Trenton Cowles | Messico Valentina Vázquez Carlos Vaca               | Colombia Allyx Zuluaga Juan José Molina |
| Compound | Messico Dafne Quintero Sebastian Garcia   | Colombia Maria Valentina Suárez Pablo Gomez Zuluaga | El Salvador Paola Corado Gerardi Rivas  |